# Boulevard Vincent-Auriol
Boulevard Vincent-Auriol je bulvár v Paříži. Nachází se ve 13. obvodu. Prostředkem ulice vede viadukt metra linky 6.

## Poloha
Ulice vede od nábřeží Seiny od mostu Bercy a křižovatky s Quai de la Gare a Quai d'Austerlitz a končí na náměstí Place d'Italie. Ulice je orientována zhruba od východu na západ. Uprostřed bulváru vede viadukt, po kterém jezdí soupravy linky 6. Od řeky jsou zde nadzemní stanice Quai de la Gare, Chevaleret a Nationale. Na úrovni náměstí Place des Alpes se linka noří do podzemí.

## Historie
Bulvár byl vytyčen na místě starých městských hradeb Fermiers généraux při rozšiřování Paříže a otevřen v roce 1818.
Původní název Boulevard de la Gare (Nádražní bulvár) byl odvozen od sousedícího Slavkovského nádraží. Dne 1. března 1976 byl přejmenován na současný název na počest francouzského prezidenta Vincenta Auriola.